# Curt Engels
Curt Engels (* 4. Juli 1884 in Hamburg; † 8. April 1964 ebenda) war ein deutscher Jurist und Politiker.

## Leben
Engels wurde 1884 als Sohn des Kaufmanns Albert Engels (1855–?) und seiner Ehefrau Clara Maria geb. Siebel (1860–1939) geboren. Sein Großvater, der Fabrikant und Kommerzienrat Christian Hermann Siebel (1808–1878) war von 1848 bis 1849 Bürgermeister von Barmen. Nach dem Besuch des Matthias-Claudius-Gymnasiums in Hamburg-Wandsbek studierte er Rechtswissenschaften in Tübingen und Kiel. Während seines Studiums wurde er 1902 Mitglied der Tübinger Burschenschaft Derendingia. 1907 wurde er in Rostock zum Dr. iur. promoviert. 1909 legte er sein Assessorexamen ab und wurde dann Rechtsanwalt in Hamburg. Am Ersten Weltkrieg nahm er von 1914 bis 1918 teil, zuletzt als Leutnant der Reserve.
Zum 1. Dezember 1930 trat er der NSDAP bei (Mitgliedsnummer 402.068). Von 1931 bis 1933 war er Mitglied der Hamburgischen Bürgerschaft und des Bürgerausschusses. Von 1933 bis 1945 war er Vorstandsmitglied des Ausschusses der Hamburgischen Rechtsanwaltskammer, der er zuletzt als Präsident vorstand. 1934 wurde er im Zuge des Röhm-Putsches für 23 Tage in Untersuchungshaft genommen. Am Zweiten Weltkrieg nahm er teil, zuletzt als Major der Reserve. Nach dem Krieg war er wieder als Rechtsanwalt in Hamburg tätig.

## Ehrungen
- Eisernes Kreuz 1. und 2. Klasse
- Ernennung zum Justizrat[3]

## Veröffentlichungen
- Rechtsfolgen der Werkmängel. Dissertation Universität Rostock 1907.